# Кинеско-совјетски раскол
Кинеско-совјетски раскол (1960—1989) је било погоршање политичких и идеолошких веза између Народне Републике Кине и Совјетског Савеза током Хладног рата. Током 1960-их, Кина и Совјетски Савез су биле две највеће комунистичке државе на свету. Разлике су настале због кинеских и руских националних интереса и због разлике у интерпретацијама марксизма: маоизма и марксизма-лењинизма.
Током 1950-их и 1960-их година идеолошке дебате Комунистичких партија Совјетског Савеза и Кине су се тицале и мирољубиве коегзистенција са капиталистичким Западом. Мао Цедунг је заговарао ратоборнији став према капиталистичким државама и у почетку одбацивање мирољубиве коегзистенције, што је сматрао марксистичким ревизионизмом од стране Совјетског Савеза.
Даље, од 1956. године, Кина и Совјетски Савез су поступно удаљавале у тумачењу маркстистичке идеологије и 1961. године када су се идеолошке разлике показале непомирљивим, Комунистичка партија Кине је званично прогласила совјетску варијанту комунизма као дело „ревизионистичких издајника“, тј. Комунистичке партије Совјетског Савеза на челу са Никитом Хрушчовим.
Овај раскол је поделио међународни комунистички покрет и омогућио отопљавање односа између САД и Кине 1971. године. Односи Кине и Совјетског Савеза су остали напети све до 1980-их година и нису сматрани нормализованим све до посете совјетског вође Михаила Горбачова Пекингу 1989. године.